# سنان عبد القادر

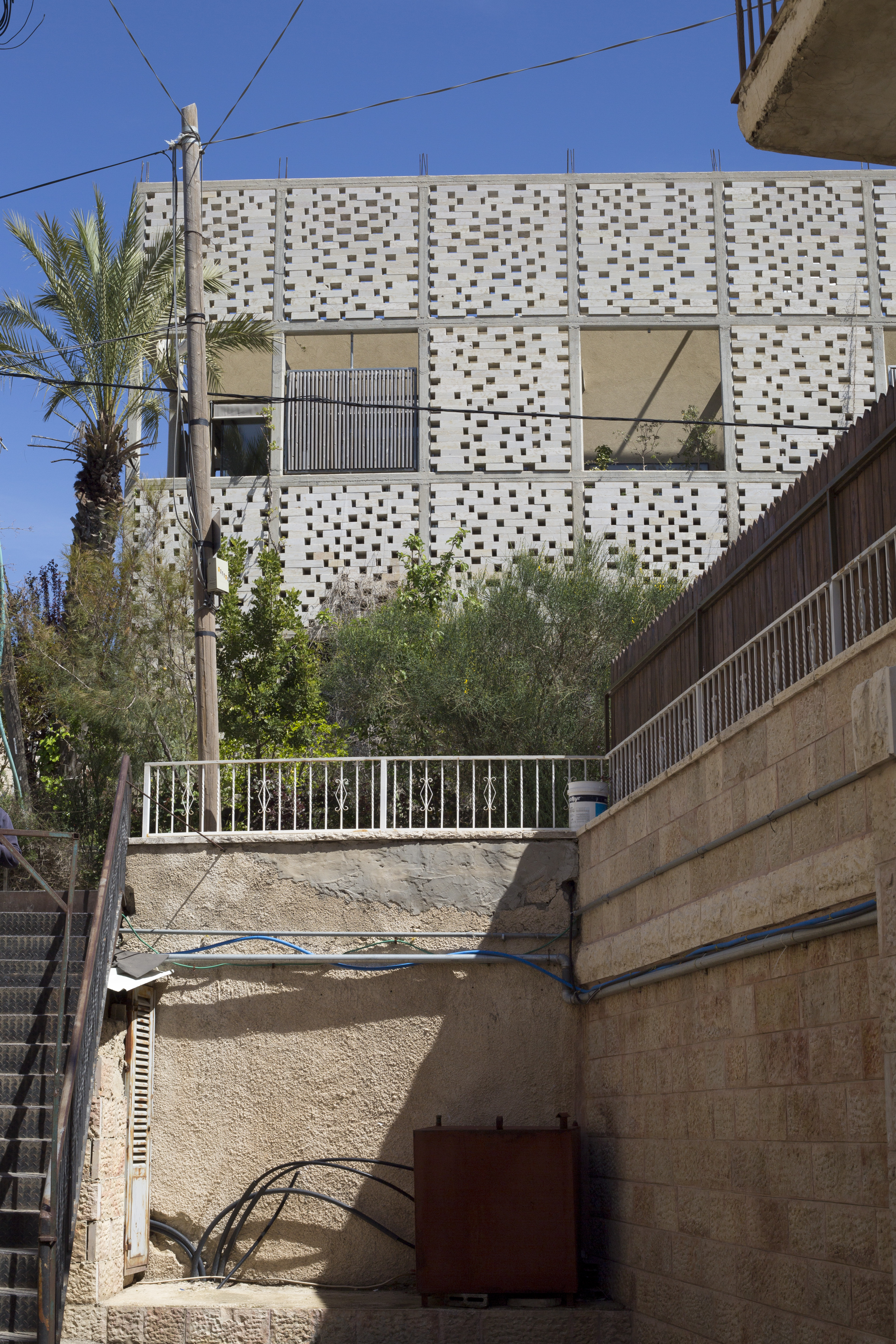
بيت المشربية في القُدس

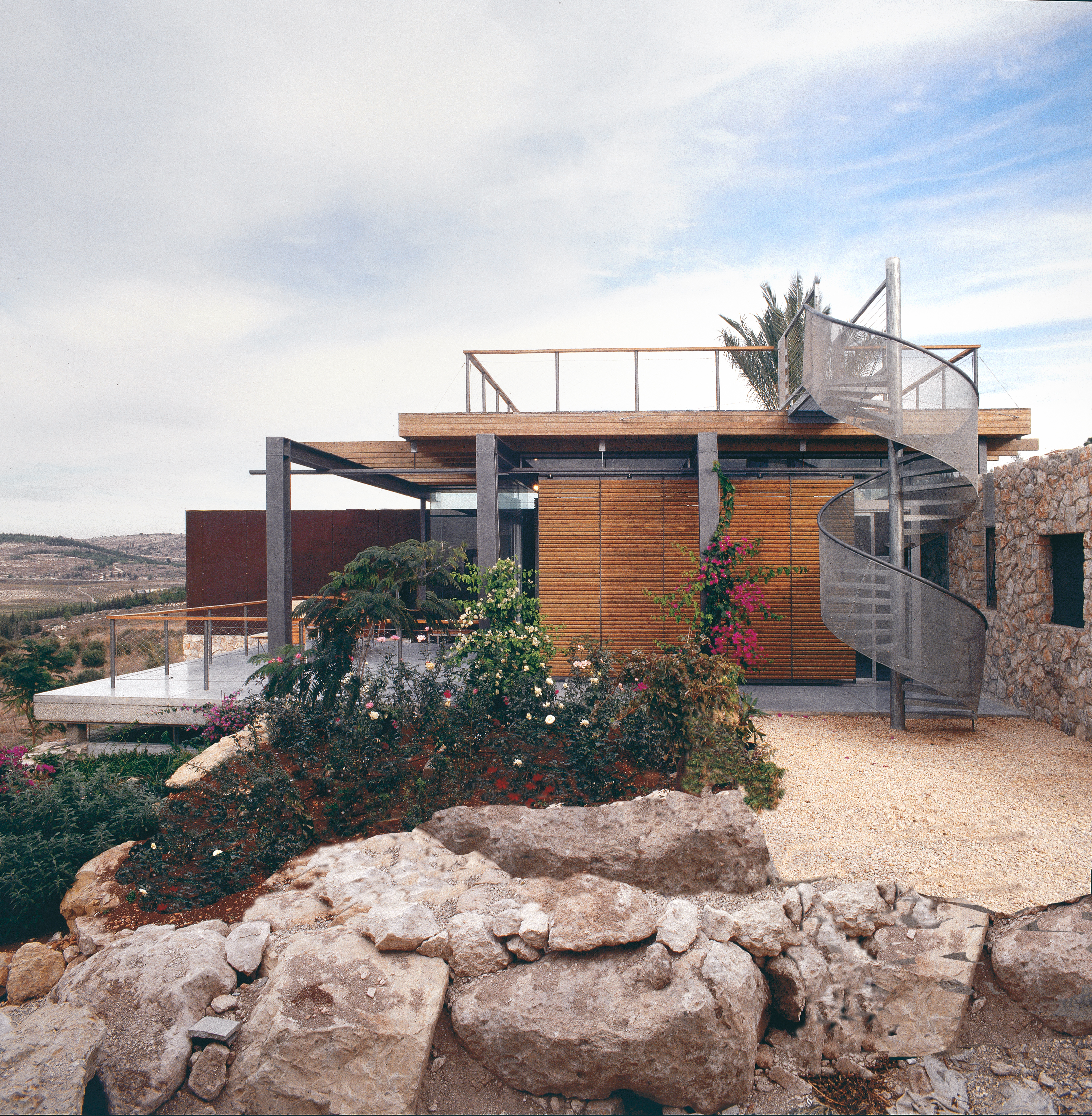
بيت السناسل في واحة السلام

سنان حسن قاسم عبد القادر (بالعبرية: סנאן עבדאלקאדר‏) هو معماري ومخطط مدن فلسطيني من عرب ال48. شارك عام 2007 في بيانالا ساو باولو في البرازيل، حيث نشر كتابه، «عمارة (التخلص من) التبعية»، وطرح من خلاله إمكانية لتخليص المجتمع الفلسطيني في الأراضي المحتلة عام 1948 من الحالة البينيّة (الريفية-المدينية)، التي يطلق عليها تعبير «بَلدَنَة»، ونقله إلى الحالة المدينية المعاصرة.
عبد القادر أسس مكتبه «سنان معماريون» في القدس عام 1995، وفي يافا عام 2015. من خلال عمله على عدد كبير في المشاريع الخاصة والعامة التي تحاول التأثير والتأثُّر بالمتغيرات السياسية، الاجتماعية، الإقتصادية والبيئية، أنشأ عبد القادر منصة عامة حيث يعتبر التخطيط عمل جماعي وفضاء للممارسات المدنية.

## خلفية
ولد عبد القادر في الطيبة، بلدة عربية تقع في المثلث. بعد تخرجه من الثانوية، إنتقل إلى ألمانيا لدراسة الهندسة المدنية في جامعة هامبورج للعلوم التطبيقية، قبل أن ينتقل لدراسة العمارة في جامعة كايزرسلاوترن.

## أكاديميًا
بدأ عبد القادر التدريس في جامعة تل أبيب عام 1998، وأسس وحدة «أبحاث العمارة الغير+رسمية» في أكاديمية بتسلئيل للفنون والتصميم عام 2006. في عام 2011، أصبح أستاذ زائر في معهد ديساو للهندسة المعمارية في ألمانيا، حيث تناول موضوع التمدّن العشوائي.
في عام 2016، حصل عبد القادر على مرتبة البروفيسورة من قبل مجلس التعليم العالي، مما جعله أول أستاذ في تاريخ الفلسطينيين في الأراضي المحتلة عام 1948 في تخصص الهندسة المعمارية.
في عام 2018، أنشأ عبد القادر معهد دراسة الثقافة العربية في الفنون، التصميم والعمارة. يعمل المعهد على بناء فضاء أكاديمي يتيح التفاعل مع الإرث المعرفي العربي وعمليات التحديث بشكل عام، وفي فلسطين التاريخية بشكل خاص.